# 포스아그로
포스아그로(러시아어: ПАО «ФосАгро»)는 비료, 사료, 인산염을 생산하는 러시아의 화학 지주회사이다.